# Ріта Павоне
Ріта Павоне (італ. Rita Pavone, 23 серпня 1945 року) — італійська поп-рок-співачка та виконавиця пісень у різних жанрах, яка здобула всесвітню популярність у 1960-ті роки. Відома також як кіноакторка.

## Співоча кар'єра
У 1962 році Рита Павоне брала участь у першому Festival [[:it:Festival degli sconosciuti%7CFestival|degli sconosciuti]] («фестиваль невідомих»), вокальному конкурсі самодіяльних артистів, в якому перемогла, виборовши перший приз. У тому ж році були зроблені перші її записи в компанії RCA, одна з пісень відразу стала хітом. Це була La partita di pallone (Футбольний матч). У лічені тижні Павоне стає національної зіркою у віці 17 років. Дуже швидко прийшло і міжнародне визнання, а слідом — і перший золотий диск. Її пісня «Cuore» («Серце») також розійшлася мільйонним тиражем в 1963 році, через дев'ять тижнів очолюючи хіт-парад Італії.
Далі були гастролі у Франції та інших країнах, а в кінці 1963 року Павоне вирушила в перший пробний тур в США. Він пройшов успішно і зібрав хороші відгуки в пресі. Влітку 1964 року Павоне домагається великого успіху в Північній Америці з хітом Remember me.
У тому ж році в США виходять два альбоми, один з яких — Small Wonder потрапляє в Топ-30 найкращих альбомів світу за версією Білборд, зайнявши позицію 26. Американська преса захлинається в захваті і навіть порівнює її популярність в США з популярністю Бітлз. А один з оглядачів називає Павоне кращим надбанням Америки з часів Колумба, який прибув з Італії.
З 1965 року вона бере участь в якості запрошеної зірки в шоу Еда Саллівана, і з'являється там до 1970 року.
Величезний успіх, який місцеві журналісти за аналогією з бітломанією назвали «павонеманією», прийшов до неї також в Латинській Америці. Одночасно Павоне стає суперзіркою в Іспанії. Її успіх в романських країнах, на відміну від англомовних, став стійким і багаторічним.
У США Павоне виступає в різних шоу разом з Даяною Росс і The Supremes, Еллою Фіцджеральд, Томом Джонсом, Дюком Еллінгтоном, Полом Анкою, гуртами Beach Boys, The Animals та ін. Протягом того періоду вона об'їздила з гастролями багато великих міст США, співала в Карнегі-Хол у Нью-Йорку. Під час роботи в студії RCA в Нешвіллі відбувається знайомство Павоне з Елвісом Преслі, на пам'ять про яке він подарував їй свій портрет з присвятою.
На початку липня 1965 року в рамках туру міжнародного фестивалю італійської пісні , який пройшов у кількох країнах Європи, Павоне разом з іншими співаками та групами (близько 50 конкурсантів) приїхала в СРСР. 
У 1969 році Рита Павоне вперше бере участь у фестивалі італійської пісні в Сан-Ремо: її пісня «Zucchero» («Цукор») займає 13-е місце.
Протягом 1970-х і 1980-х років Павоне записує диски і гастролює в Європі, Латинській Америці та Австралії. Також вона часто з'являється на телешоу в різних країнах, як одна, так і зі своїм балетом.
У 1990-і і 2000-і роки Рита Павоне бере участь в різних театральних проектах, в тому числі за п'єсами Шекспіра.
В кінці 2005 року після гастрольного туру, який тривав майже рік, Павоне оголошує про закінчення своєї активної кар'єри на сцені і 31 грудня дає прощальне шоу, яке транслювалося на всю Італію.
Після цього протягом майже восьми років вона веде досить закритий спосіб життя, в основному перебуваючи в своєму будинку в кантоні Тічино в Швейцарії. Зрідка вона з'являлася на телебаченні або на ювілейних вечорах своїх друзів-артистів.
Однак восени 2013 року Рита Павоне несподівано повертається до активних дій, представивши публіці свій новий подвійний альбом Masters, який в обстановці глибокої таємниці записала в Лондоні в першій половині року. Розпочалася кампанія з презентації альбому, в ході якої співачка часто з'являлася на публіці, проводила зустрічі і роздавала автографи. Одночасно теле- та радіоканали Італії і Швейцарії знову почали запрошувати в різні шоу і передачі, що триває й донині.
У 2014 році з програмою Rita is back Павоне виступає у великих містах Італії та Швейцарії, а також у Канаді. У травні того ж року виходить потрійний альбом її «історичних записів» Tutto il meglio (найкраще), де представлений ремастеринг багатьох хітів 1960-х, 1970-х і 1980-х років.

## Кіно і телебачення
У 1964 році Рита Павоне дебютувала як акторка, знявшись у багатосерійному телефільмі «Щоденник Джана на прізвисько Буря», де вона зіграла головну роль. У фільмі було багато пісень, які спеціально для Павоне написав видатний італійський композитор Ніно Рота. Найбільший успіх припав на пісню «Хай живе суп з помідорами!». Це була задириста соціальна сатира, яка мала успіх у багатьох країнах і була переспівана іншими артистами. У СРСР цю пісню під назвою «Люблю я макарони» виконав Еміль Горовець. Російський текст, який не мав нічого спільного з оригіналом, написав бард Юлій Кім. Пізніше цей хіт виконував також Андрій Макаревич та ін .
З 1965 року Павоне знімається вже у фільмах для кінопрокату. Хоча перший її досвід у цій галузі відбувся у французькій картині «Clementine Cherry» з Філіпом Нуаре ще в 1963 році, проте тоді це був лише епізод.
У 1966 і 1967 роках Рита Павоне знімається в головних ролях у режисерки Ліни Вертмюллер в комедійних стрічках «Ріта — докучака» і «Не дратуйте докучаку». Потім — в музичному вестерні «Маленька Ріта на дикому Заході» (реж. Ф. Бальді, 1967) і «Фельдмаршальша» (реж. Стено, 1968). Ці фільми мали хороший касовий успіх в ряді країн світу.
В 1970-е рр. і пізніше Павоне знялася ще в кількох картинах, успіх яких був скромніший.
У 1960-ті вона була відома як телеведуча молодіжних музичних програм на головному телеканалі Італії RAI Uno. Там же вона вела і власні авторські програми, які називалися Stasera Rita (Ріта сьогодні ввечері).

## Особисте життя
З 1968 року Рита Павоне одружена з своїм продюсером Тедді Рено, у минулому — кіноактором і співаком. Він відомий також як барон Мерк фон Меркенштайн, оскільки походить з сім'ї австрійського аристократа, який у першій половині 20 століття прославився і як інженер багатьох споруд.
У Павоне і Рено двоє синів — Алессандро і Джорджо. Старший сьогодні відомий як Алекс Мерк, політичний оглядач швейцарського радіо. Молодший син робить музичну кар'єру під псевдонімом Джордж Мерк.

## Дискографія

### Італійська дискографія
- Rita Pavone (1963, re-released on CD format in 2003)
- Non è facile avere 18 anni (1964)
- Gian Burrasca (1965)
- Stasera Rita (1965)
- La «vostra» Rita (1966)
- È nata una stella (1966, compilation)
- Ci vuole poco (1967)
- Little Rita nel West (1968)
- Viaggio a Ritaland (1968)
- Rita 70
- Gli Italiani vogliono cantare (1971)
- Gian Burrasca (stessa edizione del 1965 RCA PML-10380 remastered stereo) (1973)
- Rita per tutti (1975)
- Rita ed io (1976)
- Rita e l anonima ragazzi (1979)
- R. P. (1980)
- Dimensione donna (1985)
- Gemma e le altre (1989)
- Masters (2013)

### Американська дискографія
- Rita Pavone — The International Teenage Sensation (1964)
- Small Wonder (1964)
- This is Rita Pavone (1965)

* Сингли компанії RCA (1963-1968) та інші 
• 1962: La partita di pallone / Amore twist (RCA Italiana, PM45-3140)
• 1963: Come te non c'è nessuno / Clementine chérie (RCA Italiana, PM45-3163)
• 1963: Alla mia età / Pel di carota (RCA Italiana, PM45-3166)
• 1963: Cuore / Il ballo del mattone (RCA Italiana, PM45-3232)
• 1963: Non è facile avere 18 anni / Son finite le vacanze (RCA Italiana, PM45-3233)
• 1964: Datemi un martello / el Che importa del mondo (RCA Italiana, PM45-3243)
• 1964: Scrivi! / Ti vorrei parlare (RCA Italiana, PM45-3280)
• 1964: L ' amore mio / San Francesco (RCA Italiana, PM45-3300)
• 1965: Viva la pappa col pomodoro / Sei la mamma mia (RCA Italiana, PM45-3303)
• 1965: Lui / La forza di lasciarti (RCA Italiana, PM45-3313)
• 1965: протоколу plip / Supercalifragilistic-espiralidoso (RCA Italiana, PM45-3330)
• 1965: Stasera con te / Solo tu (RCA Italiana, PM45-3343)
• 1966: Qui ritornerà / Il geghegè (RCA Italiana, PM45-3360)
• 1966: Fortissimo / La sai troppo lunga (RCA Italiana, PM45-3366)
• 1966: La zanzara / Perché due non fa tre (RCA Italiana, PM45-3377)
• 1966: Mamma dammi la panna / Col chicco (RCA Italiana, PM45-3380)
• 1966: Dove non so / Gira gira (RCA Italiana, PM45-3383)
• 1967: Una notte intera / Questo nostro amore (RCA Italiana, PM45-3393)
• 1967: Non dimenticar le mie parole / Da cosa nasce cosa (RCA Italiana, PM 3424)
• 1967: Cin cin давай innamoriamo / Per una come me (RCA Italiana, Promo realizzato per la Cinzano)
• 1967: I tre porcellini / Basta un poco di zucchero (RCA Italiana, PM 3430)
• 1967: Sul cucuzzolo / Cuore (RCA Italiana, PM 3434)
• 1967: Tu sei come / Ma che ne te fai (RCA Italiana, PM 3444)
• 1967: Pippo non lo sa/Un due tre (se marci insieme a me) (Dischi Ricordi, SRL 10480)
• 1968: Parlare con gli animali/Niente di simile al mondo (Ritaland, RT 3001)
• 1968: Palla pallina/il raffreddore (Ritaland, RT 3002)
• 1968: Il mondo nelle mani/Il ballo-orso (Dischi Ricordi, SRL 10498)
• 1968: Nella mia stanza/Il grammofono (Dischi Ricordi, SRL 10523)
• 1968: Putiferio/Ninna nanna del Formichino (Ritaland, RT 3003)
• 1969: Zucchero/Nostalgia (Dischi Ricordi, SRL 10528)
• 1969: Chitty chitty bang bang/Maramao перш sei мертвий (Ritaland, RT 3004)
• 1969: Per tutta la vita/Balla balla con noi (Dischi Ricordi, SRL 10566)
• 1969: Quelli belli come noi/Dimmi ciao bambino (Dischi Ricordi, SRL 10569)
• 1970: Notte nera/È solo un ' impressione (Dischi Ricordi, SRL 10595)
• 1970: Ahi ahi ragazzo/Maria Luisa (RCA Italiana, PM 3511)
• 1970: Stainless con me/ieri avevo cento anni (RCA Italiana, PM 3556)
• 1970: E tu/Finalmente libera (RCA Italiana, PM 3572)
• 1971: La suggestione/Se. casomai (RCA Italiana, PM 3585)
• 1971: Il ragazzo del baseball/noi siamo noi (RCA Italiana, PM 3593)
• 1971: Ma cos'è quest'amore/Arriverciao (RCA Italiana, PM 3606)
• 1971: Come un tiranno/il mio uomo (RCA Italiana, PM 3607)
• 1971: Lasciati andare a sognare/Cuore (remake) (RCA Italiana, PM 3632)
• 1972: Amici mai/Magari poco ma ti amo (RCA Italiana, PM 3640)
• 1972: Amore ragazzo mio/La fine del mondo (RCA Italiana, PM 3640)
• 1972: l'amore è un poco matto/l'estate (RCA Italiana, PM 3703)
• 1973: Viva la pappa col pomodoro/Sei la mamma mia (stessa edizione del 1965 (RCA PM45-3303) remastered stereo) (RCA Italiana, PM 3721)
• 1975: Amore scusami/Sapore di sale (RCA Italiana, TPBO 1143)
• 1975: Sei già lì/Nata ieri (RCA Italiana, TPBO 1159)
• 1976: E… zitto zitto/Fuggire da qui (RCA Italiana, TPBO 1203)
• 1977: My name is potato/Ma volendo (RCA Italiana, PB 6095)
• 1977: Siamo tutti Gianburrasca/Pollicino e Pollicina (RCA Italiana, PB 6126)
• 1977: Quel diavolo di santarellina/Eccì amavamo/Dimmi se non è un ' idea/Bionda (extended play) (RCA Italiana, BF 6112)
• 1977: Siamo tutti Gianburrasca/Pollicino e Pollicina (RCA Italiana, PB 6126)
• 1978: Heidi-di/Viva la pappa col pomodoro (remake) (RCA Italiana, PB 6228)
• 1979: Paperita/Il fischietto (RCA Italiana, PB 6319)
• 1979: Blame it on the boogie/Circus music (RCA Italiana, PB 6320)
• 1979: Prendimi/Mettiti con me (RCA Italiana, PB 6400)
• 1983: Siamo tutti Gianburrasca/Viva la pappa col pomodoro (RCA Italiana,)
• 1985: Daniele/Adorable sixties (Discotto, NP 1037)
• 1986: La valigia/Africa (Five Record, FM 13148)